# Mario Lička
Mario Lička (* 30. dubna 1982 Ostrava) je český profesionální fotbalista, který hraje na pozici ofensivního záložníka za český klub Sokol Hostouň. Mezi lety 2009 a 2010 odehrál také 3 utkání v dresu české reprezentace.
Jeho otcem je bývalý fotbalista a trenér Verner Lička, fotbalu se věnuje i jeho bratr Marcel Lička.
Mimo Českou republiku působil na klubové úrovni v Itálii, Anglii, Francii a Polsku.

## Klubová kariéra
Lička je ostravský odchovanec, do ligy nastoupil na podzim 2002. Byl oporou, ale po titulu 2004 se ze sestavy vytratil a v lednu 2005 si hledal angažmá. Po Auxerre a Fürthu se uchytil až v Livornu, v týmu nováčka nejvyšší italské soutěže. V létě 2005 mu hostování skončilo, tak se vrátil do Ostravy, ale trenér Jozef Jarabinský ho přeřadil do B-mužstva, tak se domluvil na smlouvě se Slováckem. V létě 2006 odešel do Southamptonu, po dvou letech zamířil opět do Ostravy. V létě 2010 odešel do Brestu, kde hrál až do léta 2013, kdy mu skončila smlouva, kterou neprodloužil.
18. května 2013 v zápase proti Paris Saint-Germain byl u prohry 1:3 a následně loučení Davida Beckhama z PSG s kariérou. Brest už byl jistý sestupující z Ligue 1.
19. září 2013 podepsal smlouvu s pražským klubem SK Slavia Praha. V sezoně 2013/14 odehrál 13 ligových zápasů, gól nedal. V srpnu 2014 odešel do francouzského klubu FC Istres, který po sezoně 2013/14 spadl z Ligue 2 do třetí ligy. V klubu se před sezonou 2014/15 sešel s krajanem Martinem Feninem.
V červenci 2015 posílil český výběr fotbalistů bez angažmá pod hlavičkou ČAFH, který na mezinárodním evropském turnaji FIFPro vyhrál titul. V srpnu 2015 podepsal roční smlouvu s polským klubem Termalica Bruk-Bet Nieciecza, nováčkem Ekstraklasy 2015/16. V lednu 2016 v klubu skončil, v Ekstraklase odehrál 11 zápasů.
Koncem února 2016 se vrátil do ČR a stal se hráčem klubu FK Chmel Blšany z Přeboru Ústeckého kraje (úroveň 5. ligy), který vedl jeho bratr Marcel Lička. V létě 2017 posílil klub FK Zbuzany 1953 hrající divizi C.

## Reprezentační kariéra
Lička působil v mládežnickém reprezentačním výběru České republiky v kategorii do 21 let.
Za český národní A-tým odehrál celkem 3 zápasy, v nichž se střelecky neprosadil a nezaknihoval ani jednu výhru. Debutoval 15. 11. 2009 na turnaji ve Spojených arabských emirátech proti domácímu týmu (porážka 2:3 v penaltách po bezbrankovém průběhu zápasu). O tři dny později nastoupil na tomtéž turnaji proti Ázerbájdžánu (porážka 0:2) a téměř o rok později (17. 11. 2010) nastoupil v přátelském utkání v Aarhusu proti týmu Dánska (remíza 0:0).

### Reprezentační zápasy a góly
| Rok    | Zápasy | Góly |
| ------ | ------ | ---- |
| 2002   | 1      | 0    |
| 2003   | 15     | 2    |
| Celkem | 16     | 2    |

| Rok    | Zápasy | Góly |
| ------ | ------ | ---- |
| 2009   | 2      | 0    |
| 2010   | 1      | 0    |
| Celkem | 3      | 0    |

Góly Maria Ličky v české reprezentaci do 21 let
| Gól | Datum       | Stadion                        | Soupeř     | Skóre (min.) | Výsledek | Soutěž                      |
| --- | ----------- | ------------------------------ | ---------- | ------------ | -------- | --------------------------- |
| 010 | 28. 3. 2003 | 's-Hertogenbosch, Nizozemsko   | Nizozemsko | 00:30 (65.)  | 0:3      | kvalifikace na ME „21“ 2004 |
| 02  | 01. 4. 2003 | Stadion u Nisy, Liberec, Česko | Rakousko   | 01:00 (7.)   | 3:1      | kvalifikace na ME „21“ 2004 |

## Soukromý život
Je také členem týmu Real TOP Praha, v jehož dresu se zúčastňuje charitativních zápasů a akcí